# 크바르크

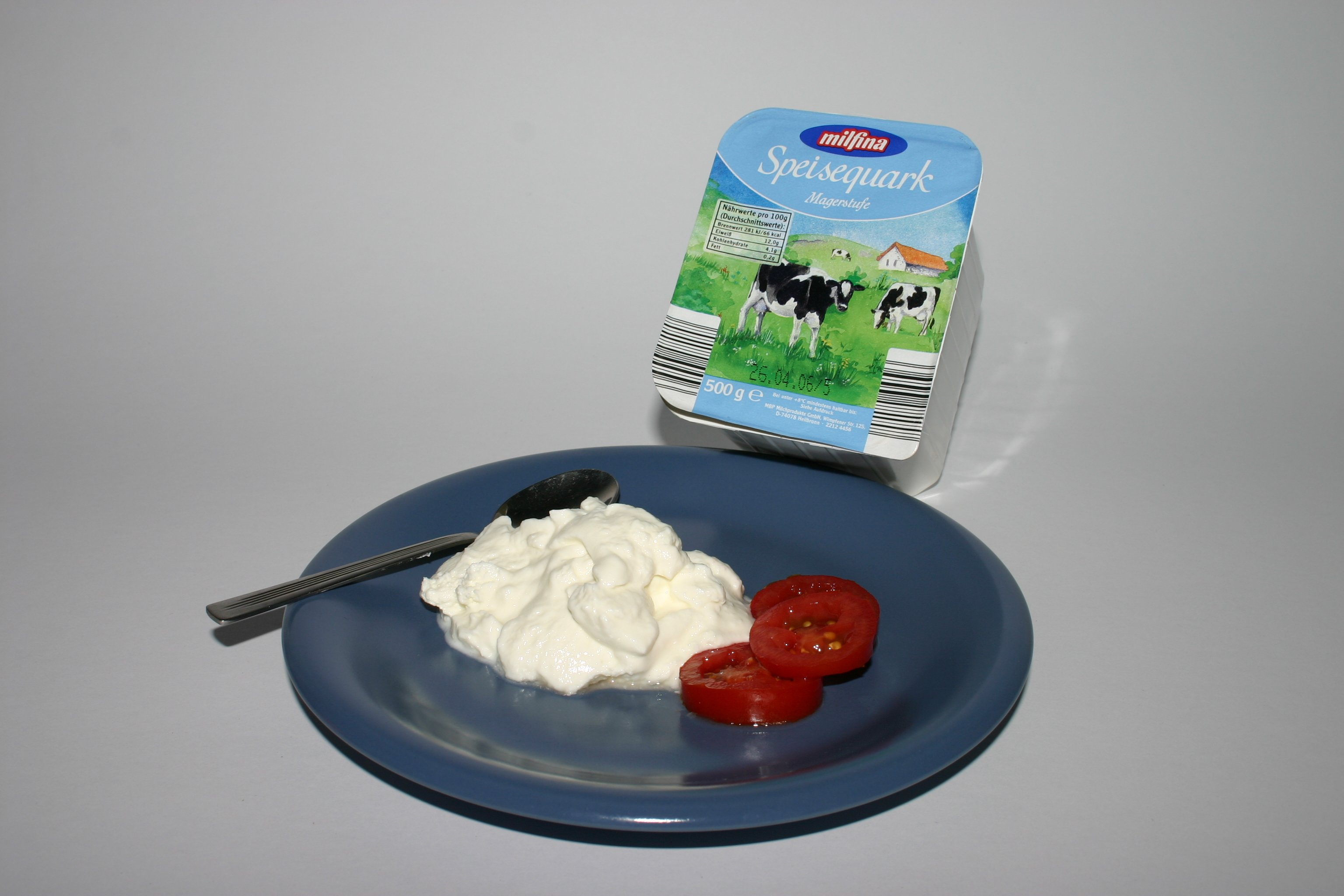
독일 시중에서 판매되는 크바르크를 이용한 요리

크바르크(독일어: Quark)는 우유에 레닛을 첨가시키거나 젖산 발효에 의해 얻어지는 우유의 단백질, 즉 카세인이다. 우유의 다른 성분들로부터 분리된 액체 상태의 유청 또는 훼이(whey)는 짜내고 거르는 과정을 거쳐 반고체의 상태로 된다. 크바르크는 치즈의 제조를 위한 중간재료로 사용되거나, 크바르크라는 일종의 생치즈의 일종으로 제조되기도 한다. 유럽, 특히 독일을 위시한 중앙 유럽 여러 나라에서 식품으로 소비되는 낙농제품은 보통 후자를 말한다.
크바르크의 원료로는 파스퇴르 유를 사용하며 전지유, 탈지유, 부분탈지유, 우락유 등이 있다. 이 치즈는 요구르트와 프로마주 프레의 잡종이라고 할 수 있다.
크바르크에는 제조과정에 따라 여러 제품이 있을 수 있는데, 상쾌한 레몬 맛과 같은 것도 있다. 탈지분유를 첨가하여 작은 알갱이를 느낄 수 있는 것도 있다.

## 기원
크바르크는 중앙아시아의 유목민들이 렌넷을 사용하지 않고 발효하는 방법을 알게 된 철기 시대부터 만들기 시작했다고 전해진다.
크바르크는 독일어로 커드(curd) 혹은 치즈 커드를 뜻한다. 커드란 신선한 우유를 오래 방치해두면 젖산균에 의해 산화가 일어나면서 액체 형태인 유청과 함께 생성되는 반고체 형태를 말한다.

## 특징
- 치즈의 분류: 생치즈
- 생산국: 독일
- 주 재료: 파스퇴르유
- 질감: 연하고 부드러우며 습기가 많음[5]
- 맛: 요구르트와 같은 신맛이 있고 신선하고 상쾌한 풍미를 지니고 있어서 샌드위치나 샐러드, 사과나 배, 허브 등과도 잘 어울리며 가벼운 화이트 와인과도 잘 어울린다.
- 기타: 지방 함량에 따라 10%, 20%, 40% 로 여러 종류가 있으나 대체로 크바르크(Quark)의 지방함량은 5~15% 정도이다. 지방함량이 가장 낮은 치즈로 다이어트를 하는 사람들에게 인기가 있는 치즈이다.

## 이용
유럽의 요리에서 크바르크의 용도는 매우 광범위하고 다양하다. 요리나 샐러드의 소스, 혹은 샌드위치와 같이 식사의 재료로도 이용되며, 치즈 케이크(독일어: Käsekuchen)를 비롯해, 스톨렌(Quarkstollen), 스트루델(Quarkstrudel) 등 빵이나 제과의 중요한 재료로 이용된다.
이 외에도 과일맛이 나거나 곡물 등을 넣은 크바르크나
크바르크 치즈에 주로 캐러웨이와 파프리카, 양파 등의 재료를 첨가해서 만드는 매콤한 치즈인 립타우어, 그리고 토마토와 향료를 크바르크와 함께 첨가해 만든 샐러드용 소스 등도 있다.

## 같이 보기
- 흰 치즈